# 5.6×50mm Magnum
El 5.6× 50mm Magnum designado como 5.6×50 Mag. por el CIP, es un cartucho metálico para rifle de fuego central, sin reborde y con cuello de botella que fue desarrollado en 1970 por Günter Frères de la Deutsche Waffen und Munitionsfabriken (DWM).

## Casquillo Padre
En 1968, Günter Frères desarrolló el casquillo original, la 5.6×50mmR Magnum con reborde, denominada 5,6 x 50 R Mag. por el CIP ). Según la normativa oficial del CIP, la 5,6 × 50 mm Magnum sin reborde puede admitir hasta 380 MPa (55 114,3 psi) P presión piezoeléctrica máxima, que es 40 MPa (5801,5 psi) más que el caso original con borde desarrollado cuatro años antes.

## Usos
Ambos cartuchos, el 5.6×50 mm Magnum y el 5.6 × 50mmR Magnum se desarrollaron en Alemania como alternativas legales para la caza de animales pequeños, como los zorros, rebecos y corzos a distancias de hasta 200 metros. En América del Norte se considera un cartucho para cazar alimañas . 